# Liu Shishi
Liu Shishi, (chinois : 刘诗诗 ; pinyin : Liú Shīshī) née le 10 mars 1987 à Pékin, est une actrice chinoise. Elle est également connue comme l'une des actrices New Four Dan.